# Space Base
Space Base byl americký projekt obří kosmické stanice se stočlennou posádkou navržený v roce 1969. Stanice neměla sloužit jen jako laboratoř, ale také jako loděnice a výrobna pro vesmírné tahače na nukleární pohon, které měly sloužit k pravidelné přepravě mezi základnou na Měsíci a Space Base. Současně s tímto návrhem byly projektovány raketoplány. Z projektu Space Base nakonec sešlo z důvodu změny americké politiky.